# Meriania tetragona
Meriania tetragona är en tvåhjärtbladig växtart som först beskrevs av Célestin Alfred Cogniaux, och fick sitt nu gällande namn av John Julius Wurdack. Meriania tetragona ingår i släktet Meriania och familjen Melastomataceae. Inga underarter finns listade i Catalogue of Life.